# Gloxinia
Gloxinia är ett släkte av tvåhjärtbladiga växter. Gloxinia ingår i familjen Gesneriaceae.
Kladogram enligt Catalogue of Life:
| Gloxinia | \| \| Gloxinia erinoides \| \| \| \| \| \| Gloxinia perennis \| \| \| \| \| \| Gloxinia xanthophylla \| \| \| \| |
|          | \| \| Gloxinia erinoides \| \| \| \| \| \| Gloxinia perennis \| \| \| \| \| \| Gloxinia xanthophylla \| \| \| \| |
|          | Gloxinia erinoides                                                                                               |
|          | |
|          | Gloxinia perennis                                                                                                |
|          | |
|          | Gloxinia xanthophylla                                                                                            |
|          | |

## Bildgalleri

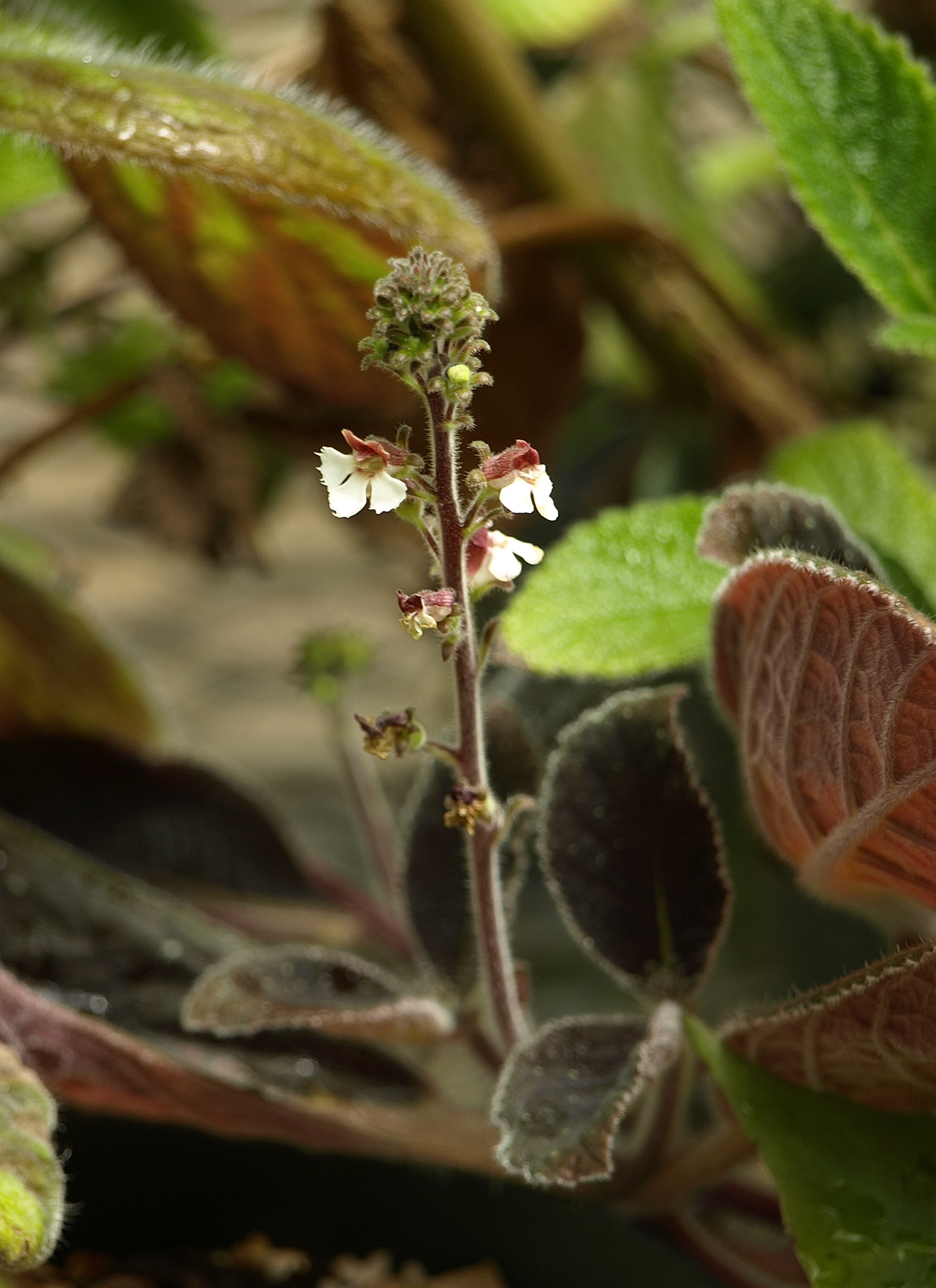
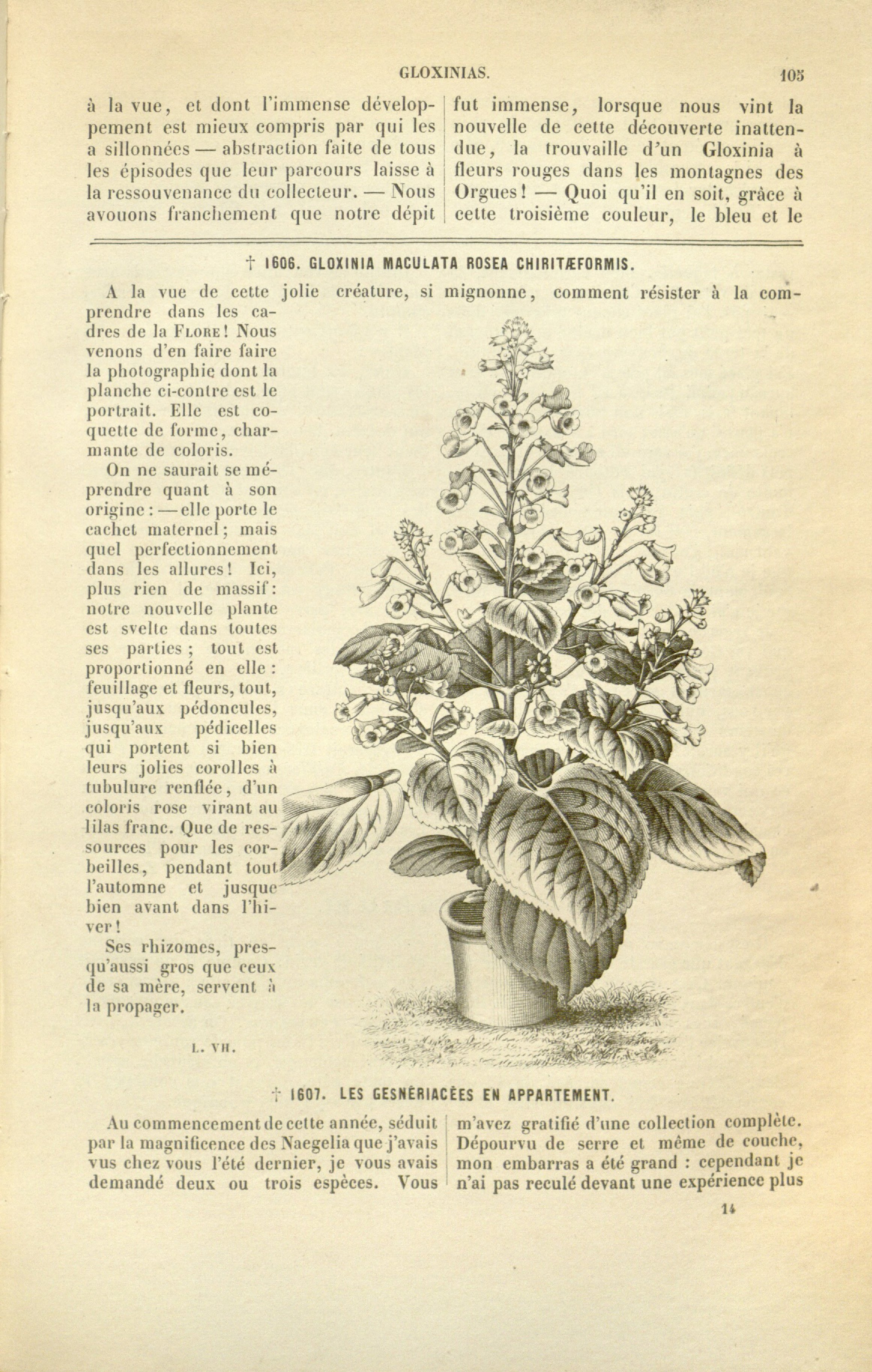
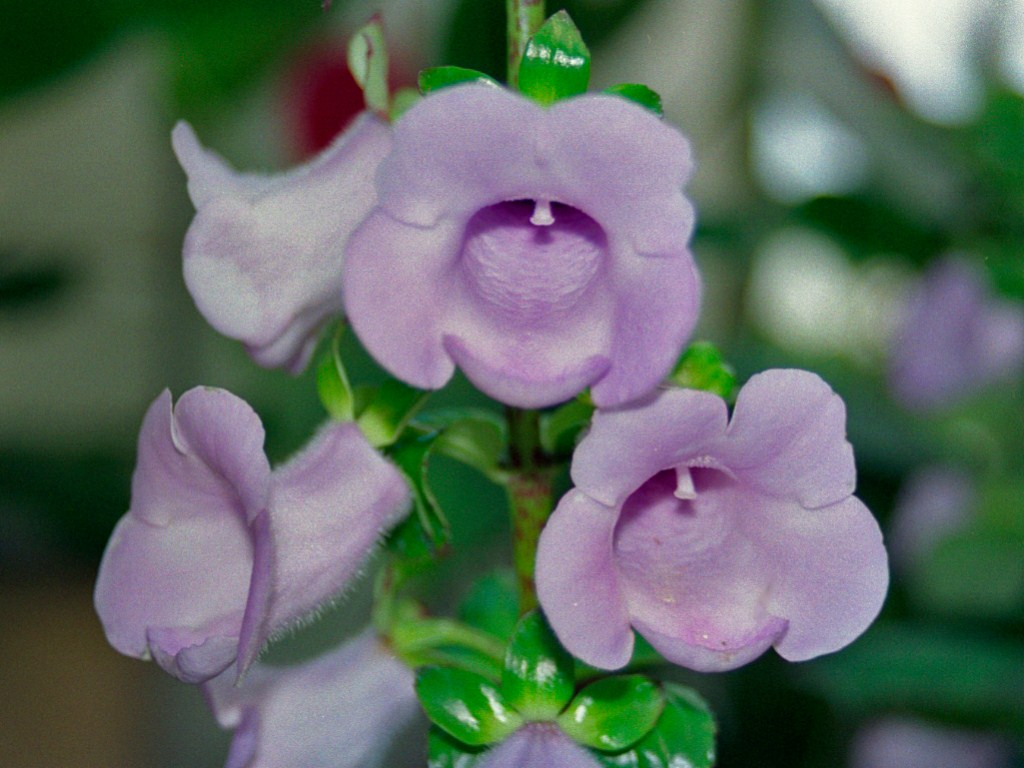
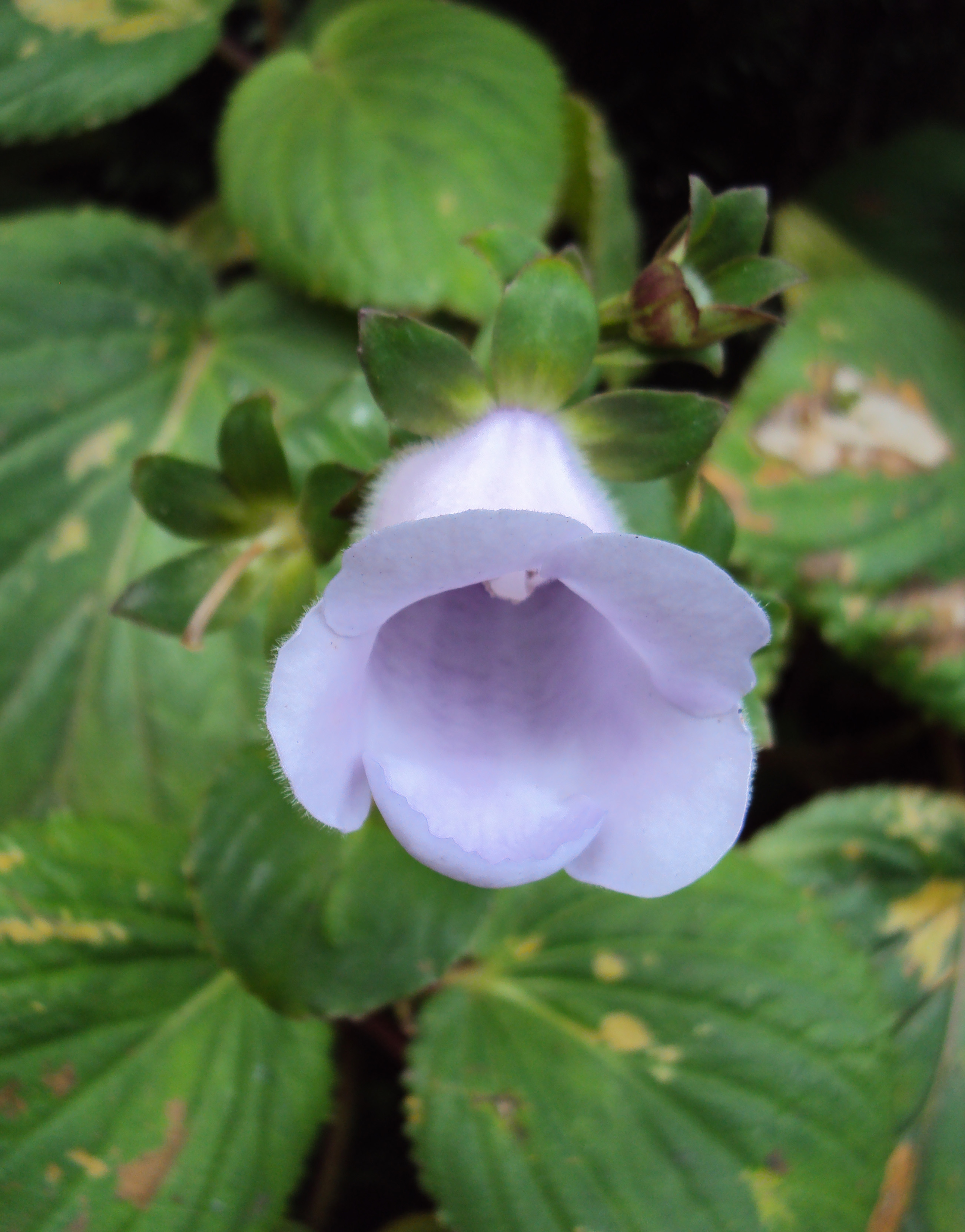
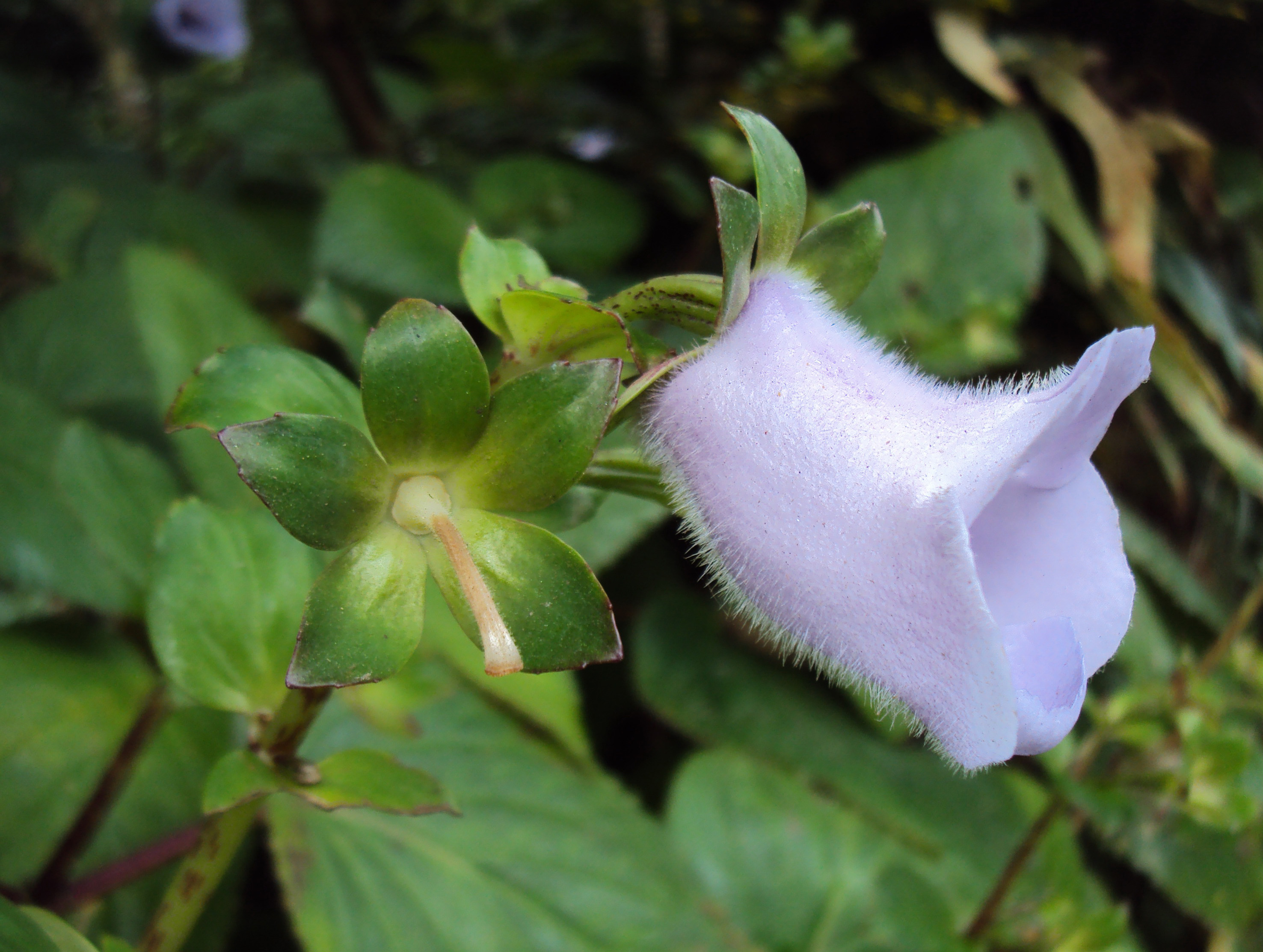
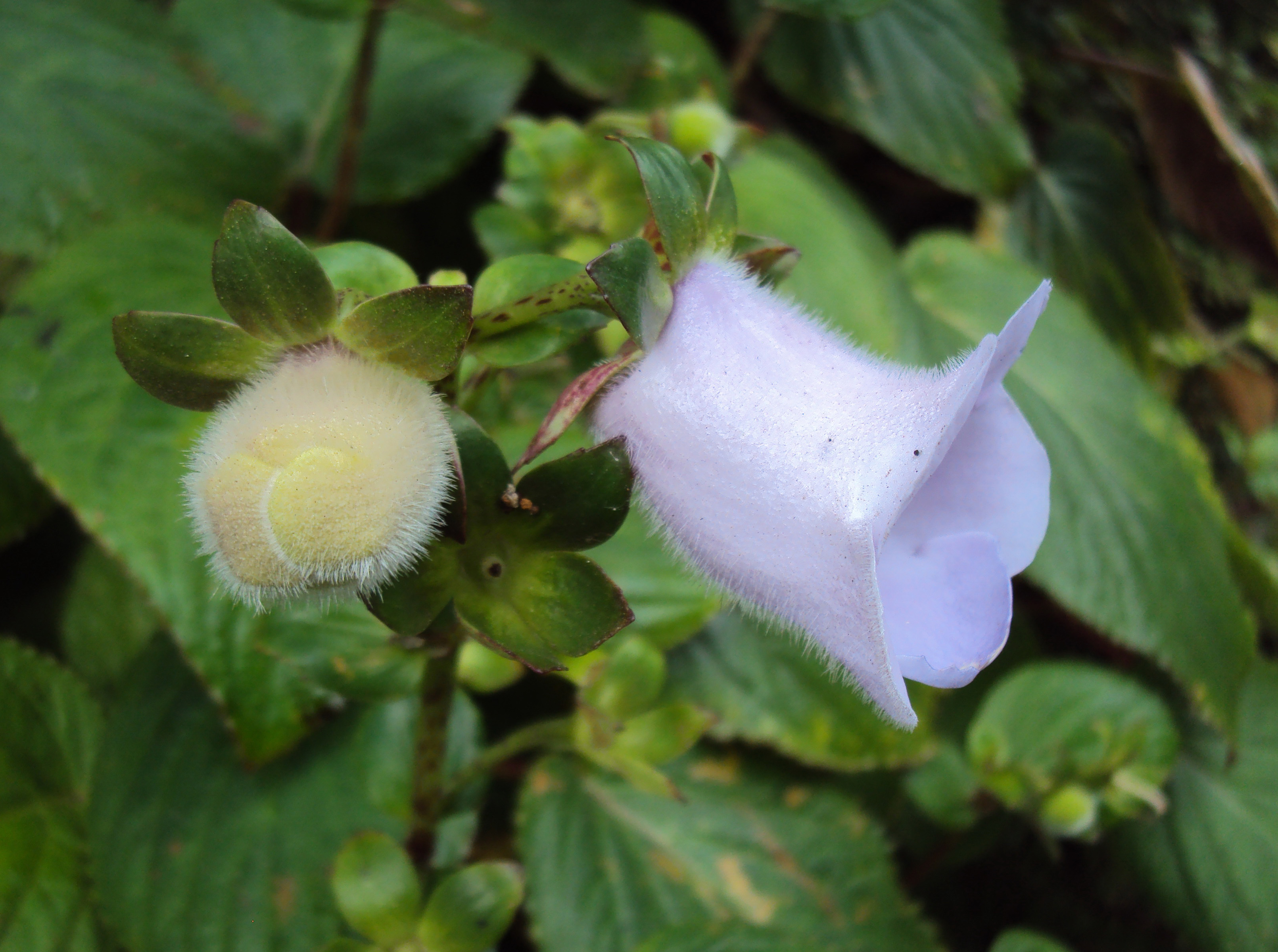